# Austrochernes cruciatus
Espèce
Synonymes
- Troglochernes cruciatus Volschenk, 2007

Austrochernes cruciatus est une espèce de pseudoscorpions de la famille des Chernetidae.

## Distribution
Cette espèce est endémique du Queensland en Australie. Elle se rencontre dans la grotte Rope Ladder Cave à Fanning River Station à soixante-dix kilomètres au sud-ouest de Townsville.

## Description
La femelle holotype mesure 2,80 mm et le mâle paratype 2,60 mm.

## Systématique et taxinomie
Cette espèce a été décrite sous le protonyme Troglochernes cruciatus par Volschenk en 2007. Elle a été placée dans le genre Austrochernes par Harvey en 2018.

## Publication originale
- Harvey & Volschenk, 2007 : A review of some Australasian Chernetidae: Sundochernes, Troglochernes and a new genus (Pseudoscorpiones). Journal of Arachnology, vol. 35, no 2, p. 238-277 (texte intégral).